# Edvard Isak Hambro (1911–1977)
Edvard Isak Hambro, född 22 augusti 1911 i Kristiania (nuvarande Oslo), död 1 februari 1977 i Oslo, var en norsk advokat, diplomat och politiker.

## Biografi
Edvard var son till Carl Joachim Hambro. Han avslutade sin utbildning vid Kungliga Frederick-universitet med en jur.kand.-examen 1934. År 1931 var han där ordförande för konservativa Studentorganisationen. År 1936 tog han Docteur ès vetenskaper Politiques-examen i Genève med avhandlingen L'Execution des meningar Internationales. Med ett Rockefellerstipendium studerade han utomlands innan han anställdes som internationell direktor vid Chr. Michelsen Institute år 1938. 
Hambro fick användning för sin kunskap, bakgrund och erfarenhet i många olika sammanhang och hade en utpräglad förmåga att knyta internationella kontakter. Med sitt personliga engagemang och sin utåtriktade personlighet fick han otaliga både offentliga och privata förtroenden både i Norge och internationellt.
Hambro var knuten till Internationella domstolen i Haag 1946 – 53 och var professor vid Handelshögskolen i Oslo 1959 – 66. Han satt i Stortinget för Bergen under åren 1961 – 69 och var den 25:e presidenten i FN:s generalförsamling och Norges delegat där 1966 - 71.

## Utmärkelser
Hedersbevisninger
- Storkorset av Finlands vita ros-orden
- Storkorset av Jugoslaviens stora stjärnorden
- Deltagaremedaljen med rosett
- Norgska Röda Korsets hederstecken
- Finska Röda Kors-medalje
- Drottning Julianas tillträdesmedalj
- Storkorset av Alaouite-orden
- Danska Röda Korsets Hederstecken
- St. Olavs-orden (1970)

Hedersdoktor
- Juridisk hedersdoktor vid Seaton Hall University
- Juridisk hedersdoktor vid Brandeis University
- Juridisk hedersdoktor vid Columbia University
- Juridisk hedersdoktor vid Luther College
- Doctor of Humane Letters King State University
- Juridisk hedersdoktor vid University of Toronto
- Juridisk hedersdoktor vid Wagner College
- Juridisk hedersdoktor vid Yale University